# 李伯龙
李伯龙（1906年2月—1989年2月4日），男，江苏嘉定（今属上海）人，中国戏剧活动家，曾任中国电影家协会理事，上海市文联委员，民建中央委员。